# МіГ-17
МіГ-17 (за класифікацією НАТО: Fresco) — радянський реактивний винищувач періоду Холодної війни.
Стояв на озброєнні країн Варшавського договору, Китаю та інших держав.

## Історія створення
МіГ-17 став подальшим розвитком радянського винищувача МіГ-15 та МіГ-15біс.

## Участь в бойових діях

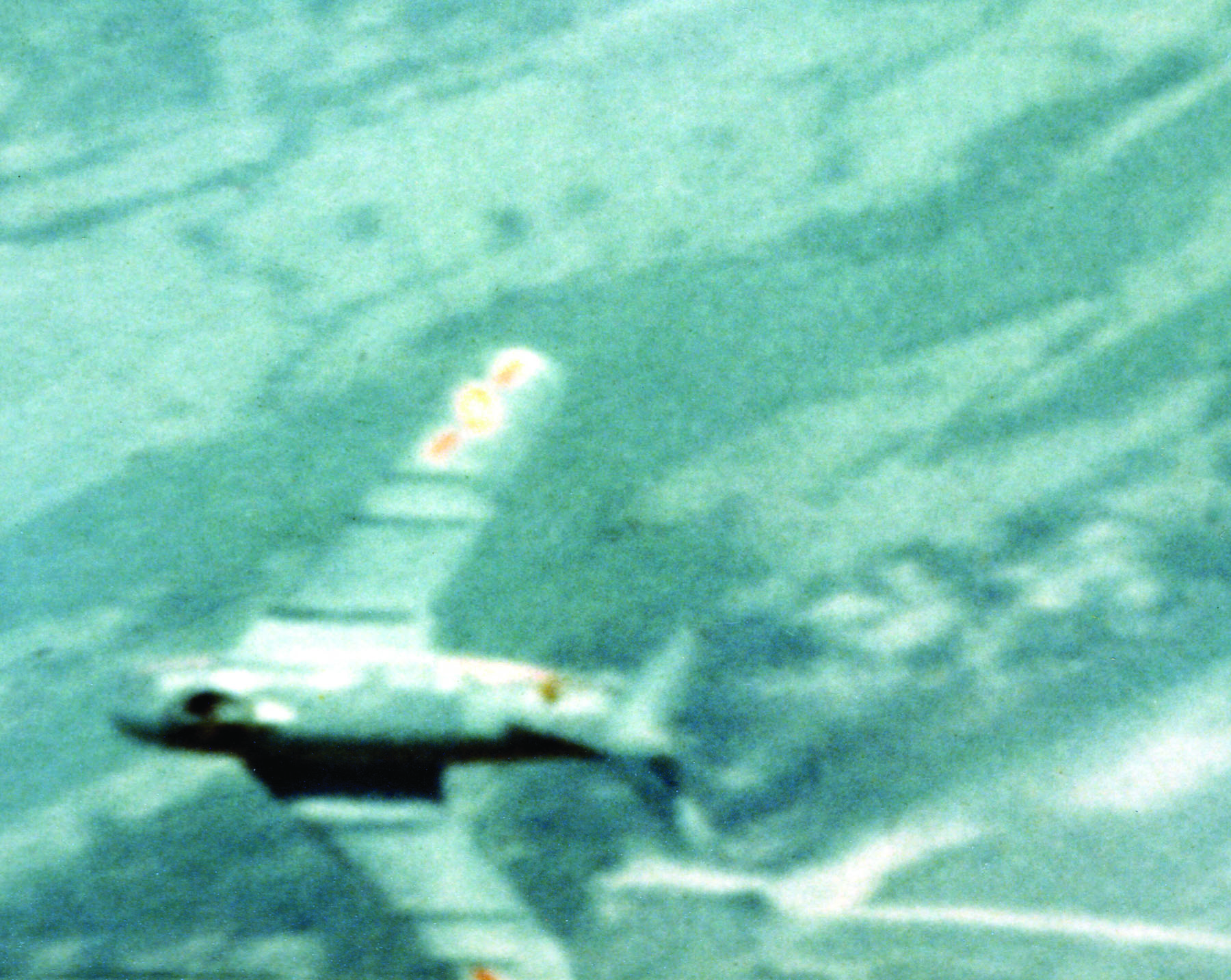
МіГ-17 Північного В'єтнаму під час війни

Винищувач МіГ-17 брав участь майже у всіх військових конфліктах другої половини XX століття. Зазвичай, цей літак використовували країни-сателіти СРСР, які часто поступались своєму супротивнику, який спонсувався США. Але, попри свою технічну відсталість у порівнянні з американськими літаками, літаки МіГ-17 завжди демонстрували чудові бойові можливості в ближньому повітряному бою.
Прикладом цьому є В'єтнамська війна, коли МіГ-17 мав цілковиту перевагу над важкими американськими винищувачами F-4

## Оператори

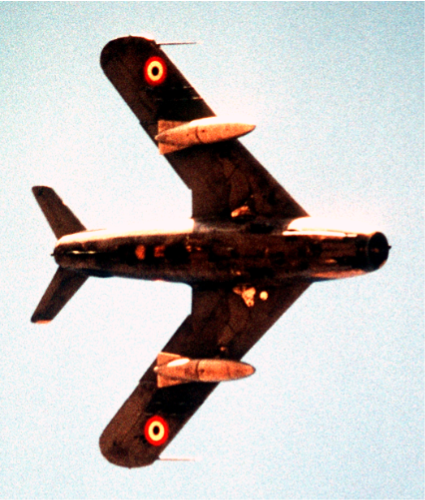
Єгипетський МіГ-17 в 1981 році

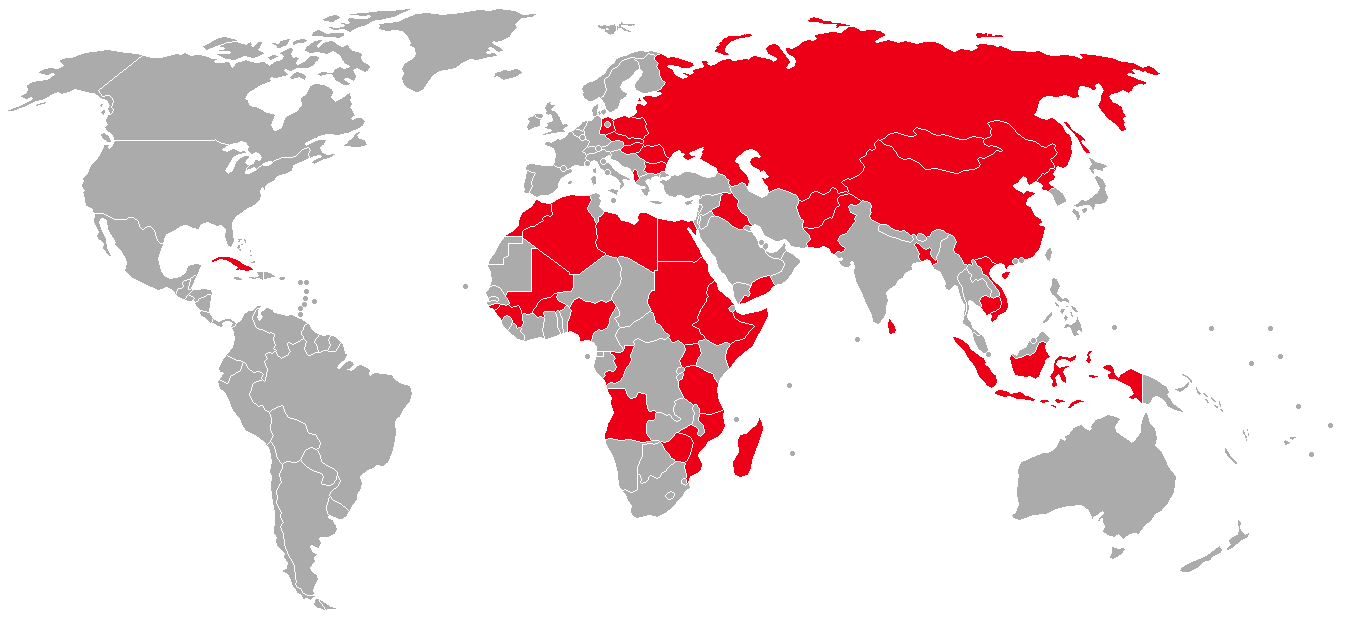
Країни, які мали на озброєнні МіГ-17

### Перелік колишніх операторів МіГ-17
Афганістан
- Повітряні сили Афганістану[en] отримали свої перші МіГ-17 у 1957 та експлуатували щонайменше 90[2]. До кінця 1980 більшість були зняти з ладу[3].

 Албанія
 Алжир
 Ангола
 Бангладеш
 Болгарія
 Буркіна-Фасо
 Камбоджа
 КНР
 Республіка Конго
 Куба
 НДР
 Єгипет
 Ефіопія
 Гвінея
 Індонезія
 Ірак
 Угорщина
 Мадагаскар
 Малі
 Марокко
 Мозамбік
 Нігерія
 Північна Корея
 Пакистан
 Польща
 Румунія
 Сомалі
 СРСР
 Шрі-Ланка
 Сирія
 Танзанія
 Уганда
 В'єтнам
 Ємен
 Зімбабве

## Галерея

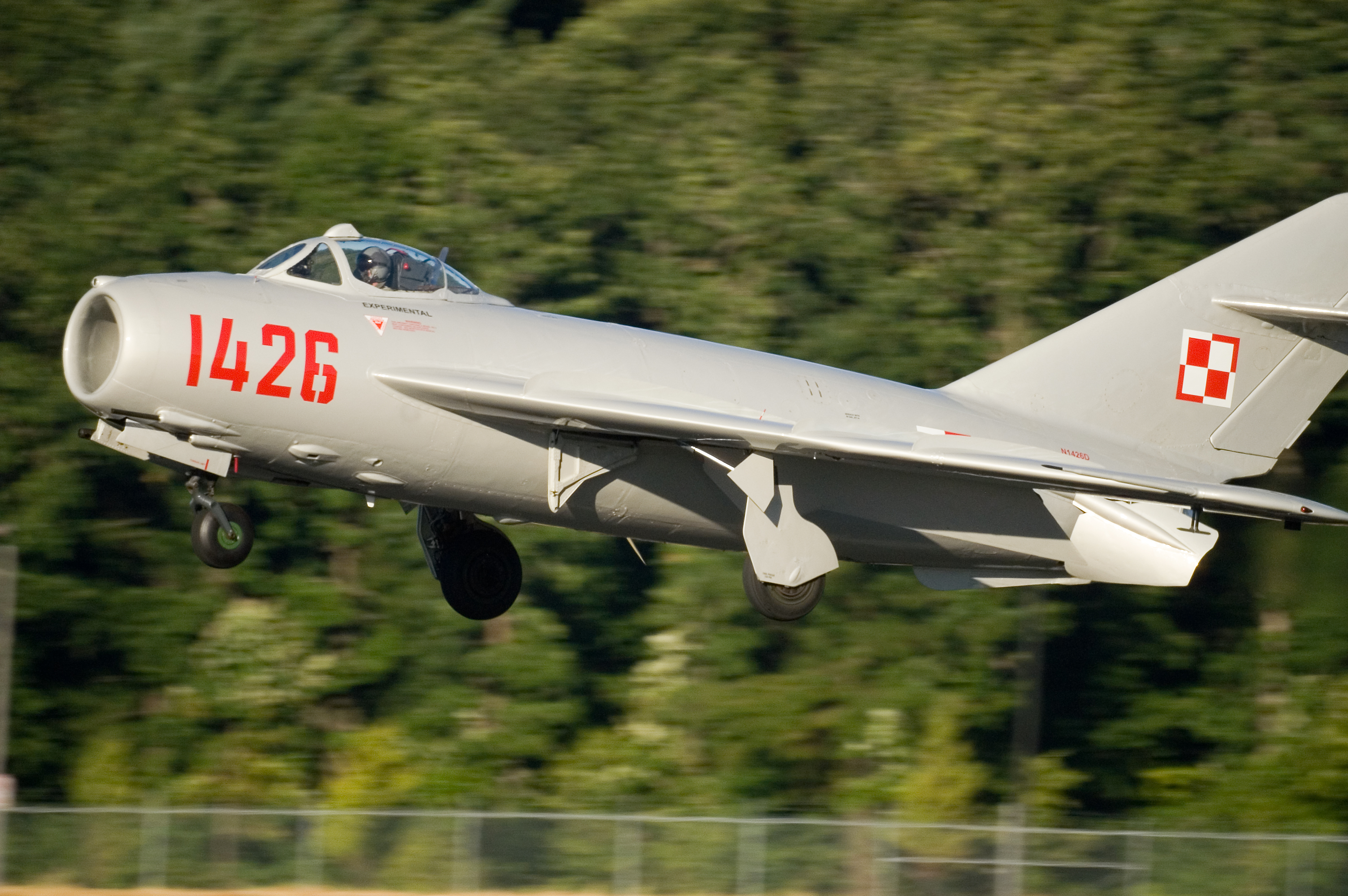
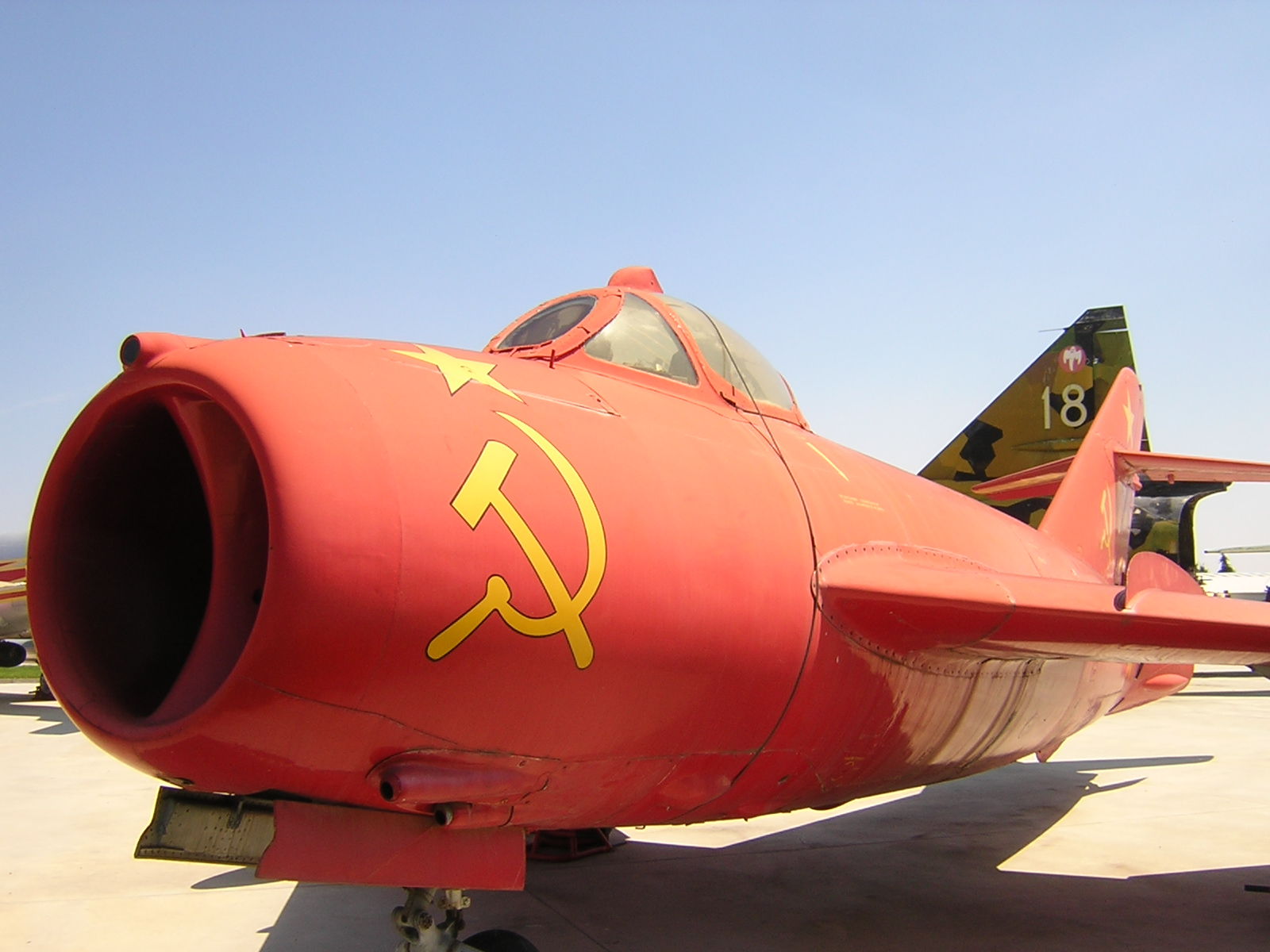
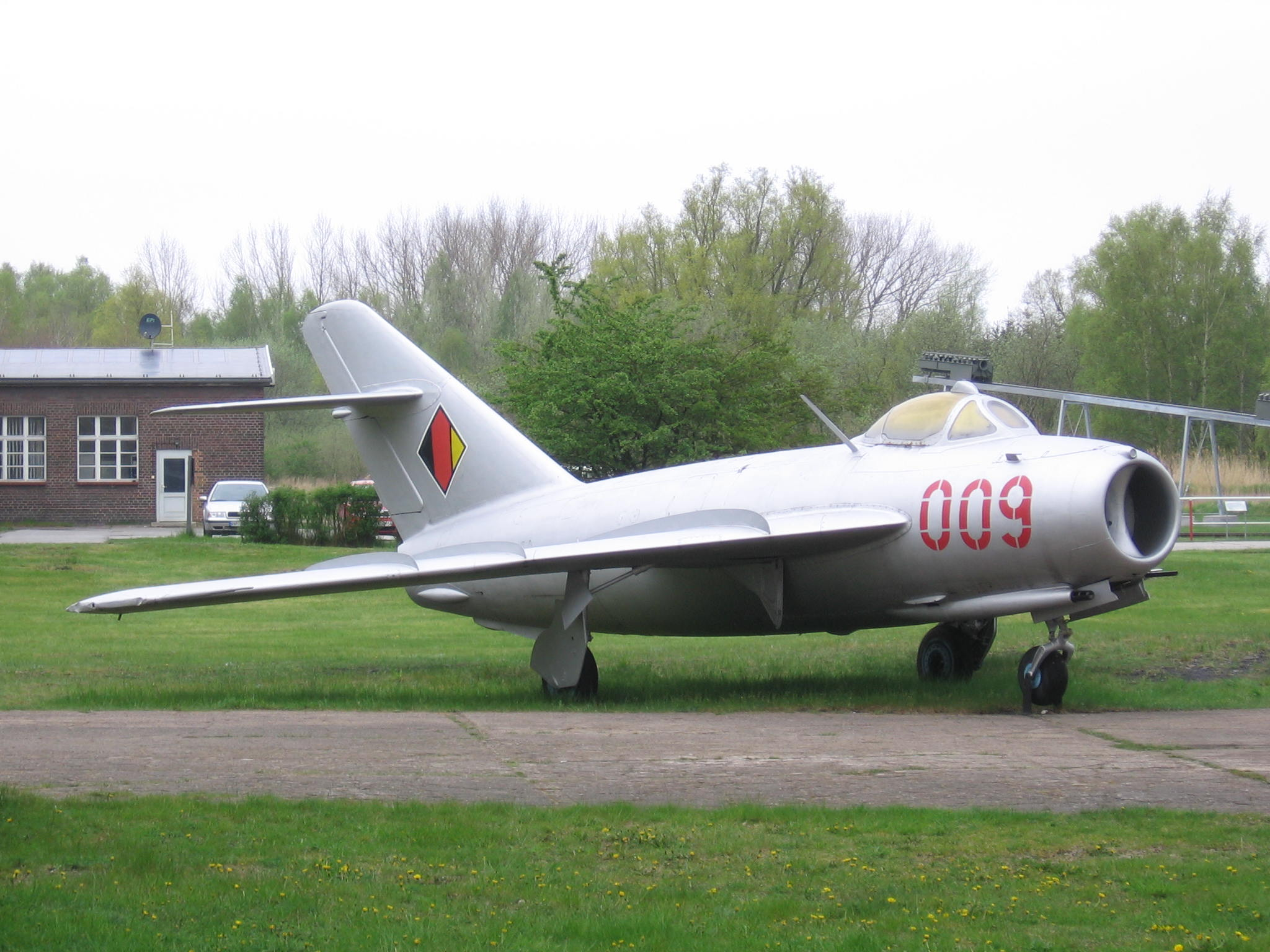
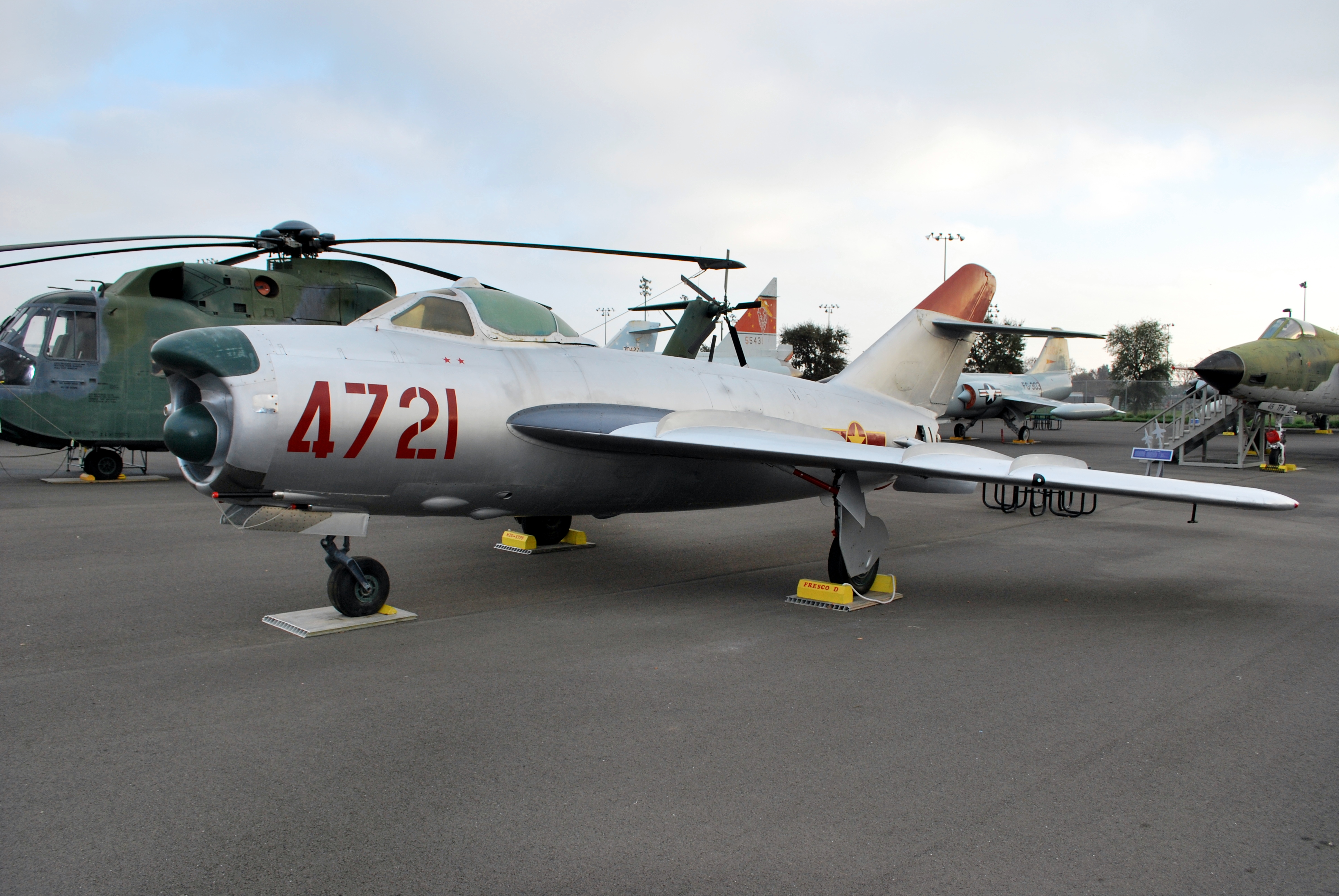